# Harald Sturm
Harald Sturm   (Witzschdorf, 20 de gener de 1956) és un ex-pilot d'enduro alemany, guanyador de quatre Campionats d'Europa en la categoria de 250 cc 2T i membre de l'equip de la RDA que guanyà el Trofeu als ISDT de 1987.

## Trajectòria esportiva
Sturm va començar la seva carrera el 1974, assolint a la primera el campionat juvenil de la RDA en 250 cc. L'any següent el fitxà MZ i començà a participar amb aquesta motocicleta en curses europees. Aquell mateix 1975 va ser subcampió de la RDA i va debutar als ISDT com a competidor individual. A partir d'aleshores, Sturm va anar encadenant una tirallonga d'èxits que culminaren amb la victòria de l'equip de la RDA (del qual formava part) al Trofeu dels Sis Dies Internacionals d'Enduro de 1987, celebrats a Polònia.
El 1990 va deixar MZ i va entrar a l'equip oficial de KTM, marca amb la qual correria fins al 1995. A partir d'aleshores Harlad Sturm es va retirar i va passar a dedicar-se a la gestió dels seus negocis, relacionats amb el món de la motocicleta.

## Palmarès

### Campionat d'Europa i del Món
- Participació entre 1975 i 1990: 
  - 4 Campionats d'Europa d'enduro (1983 a 1986)
  - 3 Subcampionats d'Europa (1979 a 1981)
  - 1 vegada tercer classificat al Campionat d'Europa (1982)

### ISDT
- 17 Participacions: 
  - 1 Victòria al Trofeu (1987, Polònia)
  - 2 vegades segon classificat (1977 i 1978)
  - 1 vegada tercer classificat (1976)

### Campionat de la RDA
- 4 Campionats (1978, 1980, 1981, 1985)
- 5 Subcampionats
- 5 vegades tercer classificat

### Copa de la Pau i l'Amistat (fins al 1989)
- 4 vegades guanyador